# Carroll (Ohio)
Carroll es una villa ubicada en el condado de Fairfield en el estado estadounidense de Ohio. En el Censo de 2010 tenía una población de 524 habitantes y una densidad poblacional de 642,28 personas por km².

## Geografía
Carroll se encuentra ubicada en las coordenadas 39°47′57″N 82°42′14″O / 39.79917, -82.70389. Según la Oficina del Censo de los Estados Unidos, Carroll tiene una superficie total de 0.82 km², de la cual 0.82 km² corresponden a tierra firme y (0%) 0 km² es agua.

## Demografía
Según el censo de 2010, había 524 personas residiendo en Carroll. La densidad de población era de 642,28 hab./km². De los 524 habitantes, Carroll estaba compuesto por el 96.18% blancos, el 0.57% eran afroamericanos, el 0.38% eran amerindios, el 0.19% eran asiáticos, el 0% eran isleños del Pacífico, el 0% eran de otras razas y el 2.67% pertenecían a dos o más razas. Del total de la población el 0% eran hispanos o latinos de cualquier raza.